# José Landa
José Landa (Campeche, 13 de junio de 1976) es un escritor, pintor, editor y psicólogo mexicano cuya obra ha sido publicada y premiada en Latinoamérica y España. Es miembro del Sistema Nacional de Creadores (SNCA), el más importante programa del gobierno de México, que financia a artistas de amplia trayectoria.

## Biobibliografía
Es autor de 18 libros publicados en México, Guatemala, Canadá, Brasil y España. Ha obtenido numerosos reconocimientos en los ámbitos de la literatura, el periodismo y las artes plásticas, tanto en su país como en Latinoamérica y España, como el Premio Internacional de Poesía Ciudad de Alcalá 2020. Su poesía reunida aparece en 2025 bajo el título No pido compasión para mis quejas —reunión poética 1993-2023—, editado por la Universidad Autónoma de la Ciudad de México (UACM). 
Entre sus otros libros testacan: El telar del infinito —Premio Nacional de Poesía "Alonso Vidal", Sonora, México— (Mantis Editores, Guadalajara, México, 2021); Aunque murmure el frío (Premio Internacional de Poesía Luys Santamarina 2019) publicado por Ediciones Vitruvio, de Madrid, en 2019; Navegar es un pájaro de bruma, coeditado por Ecrits Des Forges y Mantis Editores en versión francés-español en Quebec, Canadá en 2010; Tribus de polvo nómada publicado por Editorial Renacimiento (Sevilla, 2011) y el volumen Ciego murmullo de ciudades portuarias, publicado por Editorial Cultura y el Ministerio de Educación y Cultura de Guatemala, en 2011, con el cual obtuvo el Premio Mesoamericano de Poesía Luis Cardoza y Aragón 2010 que conceden los gobiernos de México y Guatemala, así como el Fondo de Cultura Económica.
Su vida académica incluye las licenciaturas en Psicología y en Ciencias de Comunicación, la Maestría en Psicología Clínica Cognitivo Conductual; formaciones complementarias y de posgrado en el ámbito forense, psicoterapia, marketing y ediciones.
Su obra poética comenzó a publicarse en 1992, en suplementos y revistas culturales de su ciudad, para figurar, con los años, en medios y libros de México y el mundo. 
A partir de entonces, su producción literaria incluye los siguientes libros:
- Tronco abierto (Fondo Estatal para la Cultura y las Artes de Campeche, 1992)
- Habitación del cuerpo (Ediciones del Artesano, Campeche 1995)
- El tacto y el verano -narrativa erótica, compilador- (Universidad Autónoma de Campeche, México 1996).
- La confusión de las avispas (Consejo Nacional para la Cultura y las Ates / Tierra Adentro, México 1997).
- Álbum extraviado en aguacero (Mantis Editores, Guadalajara, México 2005).
- Sonidos como cascos de un galopar (Ayuntamiento de Campeche, México 2005).
- Casa en la mirada (Departamento de Quetzaltenango, Guatemala 2007).
- Dicho está (antología personal, Mantis Editores, Guadalajara, México 2008).
- Meditación de lejanías (Editorial Gatsby, México 2008).
- Placeres como ríos (Instituto de Cultura de Sinaloa, Culiacán, México 2009).
- Naviguer est un Oiseau de Brume (Navegar es un pájaro de bruma) --edición bilingüe francés-español-- (Ecrits Des Forges / Mantis, Quebec, Canadá 2010).
- Sons como os cascos de um galope (Sonidos como cascos de un galopar), primera edición bilingüe español-portugués (Mantis / Selo Sebastiao Grifo, Guadalajara-Sao Paulo, México-Brasil 2010).
- Tribus de polvo nómada (Editorial Renacimiento, Sevilla, España 2011).
- Ciego murmullo de ciudades portuarias (Editorial Cultura / Fondo de Cultura Económica, Guatemala 2011).
- Aunque murmure el frío (Ediciones Vitruvio, Madrid, 2019).
- El grimorio secreto de la luz (Mantis Editores, Guadalajara, México, 2021).
- El telar del infinito (Mantis Editores, Guadalajara, México, 2023).
- No pido compasión para mis quejas —reunión poética 1993-2023— (Universidad Autónoma de la Ciudad de México, 2025).

## Antologías
Más de 20 antologías en poesía y cuento, de México, España y Centroamérica incluyen su trabajo literario, entre ellas se cuenta: 
- Suspiros en el bambú (Casa Maya de la Poesía, Campeche, México 1993)
- Poetas de Tierra Adentro II; selecc. y pról. Juan Domingo Argüelles (Consejo Nacional para la Cultura y las Artes / Tierra Adentro, México 1994)
- El manantial latente. Muestra de poesía mexicana desde el ahora: 1986-2002; selección, prólogo, notas y apéndices de Ernesto Lumbreras y Hernán Bravo Varela (Consejo Nacional para la Cultura y las Artes / Tierra Adentro, México 2002)
- Un orbe más ancho, 40 poetas jóvenes (1971-1983); selecc. Carmina Estrada (Universidad Nacional Autónoma de México, 2005)
- Anuario de poesía; selecc. y pról. Teddy López Mills, Luis Felipe Fabre (Fondo de Cultura Económica, México 2005)
- Proemio Seis (Ayuntamiento de Loja, Granada, España 2005)
- Ojos que sí ven. Antología de poetas experimentales de México y España; selecc. de José Brú, Dante Medina y Francisco Peralto (Editorial Corona del Sur, Málaga, España 2010)
- Borumballa, contes curts (bilingüe español-valenciano, Ediciones Encontes, Alicante, España 2010)
- Relatos al margen (Ateneo Libertario, Valencia 2011)
- 20 años de Jóvenes Creadores; selecc. e introd. Jorge Fernández Granados (Fondo Nacional para la Cultura y las Artes, México 2011)
- La alquimia del agua; Santiago Aguaded, compilador (Universidad de Huelva, España, 2012)
- Alquimia de la tierra; Santiago Aguaded, Dante Medina, Sara Schnabell, compiladores (Universidad de Huelva, 2013)
- Trece mantis en un país germano. Muestra de poesía mecicana reciente (Mantis Editores, Guadalajara, Jalisco, 2013)
- Antología general de la poesía mexicana, volumen 2; Juan  Domingo Argüelles, compilador (Editorial Océano / Sanborns, México, 2014).
- Alquimia de la sal; Santiago Aguaded, compilador (Amargord Ediciones, Madrid, 2015).
- Premio Mesoamericano de poesía Luis Cardoza y Aragón, Diez años (Editorial Cultura, Guatemala, 2015).
- Palabras en la niebla. Veinte cuentos de fantasmas (Editorial Verbum, Madrid, 2016).
- Cien años de poesía de los Juegos Florales Hispanoamericanos (Municipalidad de Quetzaltenango, Guatemala, 2016)
- La calle que tú me das. Homenaje a Antología Cercada (Cuadernos La Guelguera, Las Palmas de Gran Canaria, España, 2016).

## Premios
Ha obtenido numerosos premios, becas y reconocimientos nacionales e internacionales, entre los cuales se encuentran los siguientes:
- Primera mención de honor en el Premio de Poesía Punto de Partida (Universidad Nacional Autónoma de México, 1993)[3]
- Premio de Poesía José Gorostiza (Tabasco, México 1994)[4]
- Premio de Viñeta Punto de Partida (Universidad Nacional Autónoma de México, 1994)[5]
- Mención de honor en el Premio de Ensayo Francisco Álvarez Suárez (Universidad Autónoma de Campeche, México 1996)
- Premio Estatal de Periodismo (Gobierno de Campeche, México 2000)[6]
- Premio Nacional de Poesía de San Román (Ayuntamiento de Campeche, México 2004 y 2009)[7]
- Mención honorífica en el Premio de Poesía Artífice, de la ciudad de Loja (Granada, España, 2005)
- Premio Hispanoamericano de Poesía de Quetzaltenango (Guatemala, 2007 y 2017)[8]
- Premio Nacional de Poesía de la Universidad Autónoma de San Luis Potosí (San Luis Potosí, México 2009)[9]
- Premio Internacional de Poesía Ciudad de Lepe (Huelva, España 2009)[10]
- Premio Internacional de Poesía Milagros García Blanco (Almansa, Diputación de Albacete, España 2008)
- Finalista en el Premio Internacional de Poesía “Tardor” (Amics de la Natura / Fundación Dávalos Fletcher / Ayuntamiento de Castellón, España 2010)
- Accésit del Premio Internacional de Poesía Luys Santamarina-Ciudad de Cieza (Pueblo y Arte A.C. / Ayuntamiento de Cieza / Universidad de Murcia / Ediciones Vitruvio de Madrid), España 2010 Y 2011.
- Premio Mesoamericano de Poesía Luis Cardoza y Aragón (Ministerio de Cultura de Guatemala / Secretaría de Relaciones Exteriores de México / Editorial Cultura / Fondo de Cultura Económica, Guatemala 2010)[11]
- Premio Nacional de Cuento de la Universidad Autónoma de Yucatán (Mérida, México, 2010)
- Finalista en el Internacional de Poesía Paul Beckett (Almería, España, 2010)
- Finalista del Premio Internacional de Relatos Vivendia (Ediciones Irreverentes, Madrid, España 2010)[12]
- Finalista en el XXX Premio Internacional de Poesía "Leonor", de Soria (España, 2011 y 2017).
- Premio Internacional de Poesía "Ramón Iván Suárez Caamal" (Campeche, México, 2005, 2013 y 2018).
- Premio Internacional de Poesía "Caribe-Isla Mujeres" (Quintana Roo, México, 2015).
- Finalista en el Premio Internacional de Cuento "La Felguera" (Asturias, España, 2015).
- Finalista en el Premio Internacional de Narrativa "Novelas Ejemplares" (Editorial Verbum y Universidad de Castilla-La Mancha, Madrid, 2016).[13]
- Premio Hispanoamericano de Poesía de Quetzaltenango (Guatemala, 2017).
- Finalista en los Premios Literarios Fray Luis de León  (Castilla y León, España, 2017)
- Finalista único del Premio Internacional de Poesía Paralelo Cero (Ecuador 2018).[14]
- Premio Nacional de Literatura Ignacio Manuel Altamirano (Gobierno de Guerrero, 2018).[15]
- Premio Latinoamericano de Poesía Ciro Mendía (Colombia, 2018)
- Accésit del Premio Internacional de Poesía de Peñaranda (Salamanca, España, 2019)[16]
- Premio Internacional de Poesía Luys Santamarina (Cieza, Murcia, España, 2019).
- Premio al Mejor Producto de Comunicación otorgado por el Consejo de Ciencia y Tecnología de Tabasco (Villahermosa, México, 2020).
- Premios Ciudad de Alcalá  de poesía 2020. Ayuntamiento de Alcalá de Henares, otorgado el 9 de octubre de 2020.
- Premio Nacional de Poesía Alonso Vidal (Sonora, México, 2022).

## Becas
- 1993. Beca de Creación Literaria (con carácter de excepcional por ser menor de edad), dentro de la categoría Jóvenes Creadores, del Fondo Estatal para la Cultura y las Artes y el FONCA, Campeche.
- 2002. Beca de Creación Literaria, dentro de la categoría Creadores con Trayectoria, del Fondo Estatal para la Cultura y las Artes y el FONCA, Campeche.
- 2004. Beca del Fondo Nacional para la Cultura y las Artes (Gobierno Federal) en el área de letras, México 2004-2005.
- 2009. Beca de Creación Literaria, dentro de la categoría Creadores con Trayectoria, del Programa de Estímulos a la Creación y el Desarrollo Artístico del fondo bipartita Gobierno del Estado de Campeche-Gobierno Federal, Campeche.
- 2014-2015 Beca del Programa "Edmundo Valadés" para revistas independientes, del Fondo Nacional para la Cultura y las Artes, como editor de la versión impresa de Revista Morbo.
- 2025-2028 Miembro del Sistema Nacional de Creadores de Arte (SNCA) de la Secretaría de Cultura del gobierno de México, único programa en su tipo en Latinoamérica y el más importante de México, que financia trienalmente a los artistas mexicanos de más amplia trayectoria.